# Campeonato salvadoreño 1966-67
El Campeonato salvadoreño de fútbol 1966-67 fue la decimoséptima edición de la Primera División de El Salvador de fútbol profesional salvadoreño en la historia.

## Desarrollo
El campeón de esta edición fue el Alianza, obteniendo su segundo título consecutivo. El subcampeón fue Águila por segunda vez.

## Equipos participantes
| Club                       | Ciudad       | Departamento |
| -------------------------- | ------------ | ------------ |
| ADLER                      | Desconocido  | Desconocido  |
| Águila                     | San Miguel   | San Miguel   |
| Alianza                    | San Salvador | San Salvador |
| Atlante San Alejo          | San Alejo    | La Unión     |
| Atlético Marte             | San Salvador | San Salvador |
| FAS                        | Santa Ana    | Santa Ana    |
| Juventud Olímpica          | Acajutla     | Sonsonate    |
| 11 Municipal               | Ahuachapán   | Ahuachapán   |
| Sonsonate                  | Sonsonate    | Sonsonate    |
| Universidad de El Salvador | San Salvador | San Salvador |

## Tabla de posiciones
| Pos.            | Equipos                    | PJ  | PG  | PE  | PP  | GF  | GC  | Dif. | Pts. |
| --------------- | -------------------------- | --- | --- | --- | --- | --- | --- | ---- | ---- |
| 1.              | Alianza                    | 36  | 18  | 12  | 6   | 66  | 37  | 29   | 48   |
| 2.              | Águila                     | 36  | 16  | 11  | 9   | 53  | 44  | 9    | 43   |
| 3.              | 11 Municipal               | 36  | 12  | 16  | 8   | 56  | 40  | 16   | 40   |
| 4.              | Atlético Marte             | 36  | 15  | 10  | 11  | 62  | 49  | 13   | 40   |
| 5.              | FAS                        | 36  | 14  | 10  | 12  | 63  | 55  | 8    | 38   |
| 6.              | Universidad de El Salvador | 36  | 12  | 14  | 10  | 52  | 48  | 4    | 38   |
| 7.              | Juventud Olímpica          | 36  | 11  | 12  | 13  | 43  | 47  | -4   | 34   |
| 8.              | ADLER                      | 36  | 12  | 7   | 17  | 55  | 58  | -3   | 31   |
| 9.              | Sonsonate                  | 36  | 10  | 10  | 16  | 51  | 66  | -15  | 30   |
| 10.             | Atlante San Alejo          | 36  | 7   | 4   | 25  | 38  | 95  | -57  | 18   |
| Equipos 1966-67 | Equipos 1966-67            | 360 | 127 | 106 | 127 | 539 | 539 | 0    | 360  |

|  |             |
|  | Campeón.    |
|  | Descendido. |

| Campeón           |
| Alianza 2° Título |